# 번암선생집
번암선생집(樊巖先生集)은 대한민국 경기도 수원시 영통구에 있는 조선시대의 책이다. 2018년 4월 30일 경기도의 유형문화재 제323호로 지정되었다.

## 지정사유
1824년 목판본 간행을 위해 등사된 3질의 정고본 가운데 유일하게 남아 《번암집》 간행의 경과를 살필 수 있는 점에서 학술적 가치가 뛰어나다. 수록되어 있는 정조의 어제시(御製詩)는 목판으로 판각 인쇄되어 수록된 것으로, 다른 문집의 고본에서는 보기 드문 사례이다.

## 같이 보기
- 번암집

## 참고 자료
- 번암선생집 - 국가유산청 국가유산포털